# Психология на личността
„Психологията на личността“ е клон на психологията, който изучава личността и индивидуалните различия.
Нейната зона на действие включва:
- Създаване на съгласувана картина за личността и нейните главни психологически процеси [1]
- Изследване на „индивидуалните различия“, тоест как хората се различават един от друг.
- Изследване на човешката природа, тоест какво е общото в поведението на всички хора.

„Личността“ може да бъде характеризирана като динамичен и организиран набор от характеристики, притежавани от индивида, и които уникално влияят на неговите или нейните знания, мотивации и поведение в различни ситуации . Думата „личност“ (personality) произлиза от латинската дума persona, която значи маска. В театъра на древния латинско говорещ свят маската не е използвана с цел „маскиране“ на характера, а по-скоро е начин за усилено изобразяване или символизиране на представения герой.